# Визе, Клаус
Клаус Визе (нем. Klaus Wiese; 18 января 1942 года — 27 января 2009 года, Ульм, Германия) — немецкий музыкант, мультиинструменталист, ветеран электронной музыки, минималист.
Являлся мастером тибетских поющих чаш, и используя их, записал серии альбомов. В своих записях Визе использовал человеческий голос, цитру, на которой играет в фильме «Ein Tag mit dem Wind» (нем.), персидские струнные инструменты, колокольчики и другие экзотические музыкальные инструменты.
Визе рассматривается как один из величайших исполнителей музыки в стиле космической и эмбиент музыки. Его музыкальный стиль больше соответствует таким направлениям, как дроун и дарк-эмбиент, подобно исполнителям Tau Ceti, Mathias Grassow, Oöphoi, Alio Die.
В начале 1970-х Визе участвовал в краут-рок коллективе Popol Vuh, где играл на танпуре при записи альбома Hosianna Mantra и Seligpreisung. В итоге к 1980-му Клаус Визе перешел от исполнения краут-рока к своей версии эмбиента.
Его музыка регулярно включалась в программу таких радио станций, как Hearts of Space (англ.) и Star’s End (англ.).
Так же известен по сотрудничеству с музыкантами Al Gromer Khan, Mathias Grassow, Oöphoi, Tau Ceti, Saam Schlamminger и Ted de Jong. Сотрудничал с Георгом Дойтером в альбомах «Silence is the Answer» 1980 года и «East of the Full Moon» 2005-го.
Многие годы путешествовал по Ближнему Востоку, изучая суфизм и мистицизм, которые явно повлияли на его духовность и музыку.

## Смерть
Клаус Визе умер 27 января 2009 года в возрасте 67 лет.